# Allison Baver
Allison Baver (Reading, 11 agosto 1980) è un'ex pattinatrice di short track statunitense.

## Palmarès

### Olimpiadi
- Bronzo a Vancouver 2010 nei 3000 metri a staffetta.